# Reszki (osada w województwie warmińsko-mazurskim)
Reszki – osada w Polsce, położona w województwie warmińsko-mazurskim, w powiecie ostródzkim, w gminie Ostróda.

## Historia
W czasach krzyżackich wieś pojawia się w dokumentach w roku 1347, podlegała pod komturię w Ostródzie, były to dobra krzyżackie o powierzchni 14 włók.
W latach 1975–1998 miejscowość administracyjnie należała do województwa olsztyńskiego.